# Аржелаге
Аржелаге — муніципалітет в Іспанії, у складі регіону Каталонія, у провінції Жерона. Розташоване в регіоні Гарроча, ліворуч від річки Флувія. Тут є тополині ліси, сільське господарство богарне, в основному зернові та оливкові дерева. Тут також є гідроелектростанція та традиційні ремесла (сандалі, сабо).
Ім'я Аргелагорія зустрічається в документах у 982 році. на межі siglo XIII володарі Салесу передали феод Аргелагер володарям Монпалау.
Головне свято відзначається 11 грудня, в день Сан-Дамасо. Дамазо I, який був папою між 366 і 384 роками, згідно з Великою каталонською енциклопедією, посилаючись на деякі мало підтверджені середньовічні традиції, був уродженцем Аргелагера.
Другий місцевий фестиваль - "El Roser", який відзначається на другому тижні травня.
Під час обох свят після "Gegants i Capgrossos" (Велетнів і великоголових) відбувається парад від Ратуші до Пласа Майор, де відбувається традиційний "Ball dels Gegants i Capgrossos" (Танець гігантів і великоголових). місце.

## Суб'єкти населення
- Аржелаге
- Гілар[8] (the Guilar)
- Хосталну-де-Льєрка[9] (l'Hostalnou de Llierca)
- Сан-Себастьян[10] (Sant Sebastia)
- Свята Магдалина
- Тапіоли[11] (Tapioles)

## Пам'ятники та визначні місця
- Парафія Святої Марії siglo дванадцятий
- Будинок-палац Монпалау siglo п'ятнадцятий
- Каплиця Санта-Ана. Романський з 1453 року
- Каплиця Санта-Магдалена де Монпалау siglo XIII
- Ермітаж Санта-Марія-де-Альбіс-де-Гілар. 1334 рік